# Pleurothallis montana
Pleurothallis montana är en orkidéart som beskrevs av João Barbosa Rodrigues. Pleurothallis montana ingår i släktet Pleurothallis och familjen orkidéer. Inga underarter finns listade i Catalogue of Life.